# Влашка низија
Влашка низија (рум.  — „Румунска низија”), односно Доњодунавска низија (буг. Долнодунавска низина), је равничарско подручје југоисточне Европе смештено у доњем току реке Дунава. Данас се највећим делом налази у Румунији (румунско Подунавље), мањим у Бугарској (бугарско Подунавље) и сасвим малим делом у Србији (крајњи исток српског Подунавља).

## Природне одлике
Рељеф: Влашка низија представља јасно равничарско подручје са јасним границама, окружено планинама и морем. Она се простире на прелазу из средње Европе у јужну Европу (Балканско полуострво). Простире се на око 550 km дужине у смеру запад-исток, од крајње јужног дела Карпата (део у Србији), па до Црног мора на истоку. Равница је са југа затворена планином Балкан, док је са севера затворена главним билом Карпата. Њена ширина је око 200 km. Надморска висина Падске низије креће се од 0—4 m у области делте Дунава, до око 150 m на северном и јужном ободу. Унутар равнице нема изолованих планина.
Клима: Влашка низија се налази у области умерено континенталне климе са нешто оштријим цртама због отворености ка северу и североистоку. Стога су лета сушна и топла, а зиме оштре и влажне.
Воде: Река Дунав својом јужном трећином протиче упоредничким правцем кроз Влашку низију и представља њену окосницу. На крајњем истоку низије Дунав ствара познату делту. Његове притоке теку меридијански. Са севера се спушта реке Жију, Олт, Димбовица и Сирет, док се са југа спуштају Тимок, Јантра и Искар.

## Области и градови
У оквиру Влашке низије налазе се следећи градови:
- Румунија — Букурешт*, Плојешти, Браила, Питешти, Бузау (у Мунтенији), Крајова, Дробета Турну Северин (у Олтенији), Констанца, Тулча (у Добруџи);
- Бугарска — Русе, Плевен, Добрич, Видин
- Србија — Неготин, Кладово

Готово сва важнија насеља се налазе на ободу низије, на местима где она прелази у побрђе. Посебност је град Букурешт, који је највећи и једини главни град у Влашкој низији, смештен у готово самој средини низије.

## Галерија
- Влашка низија у јужном делу округа Арђеш
- Влашка низија у Бугарској
- Степска вегетација у Влашкој низији
- Русе, највећи град бугарског дела Влашке низије